# 五当沟街道
五当沟街道，是中华人民共和国内蒙古自治区包头市石拐区下辖的一个乡镇级行政单位。

## 行政区划
五当沟街道下辖以下地区：
五当沟社区。